# Albert von Metzler (Bankier, 1898)
Albert von Metzler (* 27. Juli 1898 in Frankfurt am Main; † 12. März 1989 ebenda) war ein deutscher Bankier aus der Bankiersfamilie Metzler. Er leitete von 1923 bis 1977 das Bankhaus Metzler.

## Leben
Albert von Metzler wurde geboren als Sohn von Moritz (1869–1935) und Maria (1876–1974) von Metzler, geb. Humser. Sein Großvater, mit gleichem Vornamen, war Albert von Metzler. Albert von Metzler (der jüngere) war verheiratet mit Elisabeth Kunze (1915–2012). Aus der Ehe gingen zwei Kinder hervor, Barbara (1941–2003) und Friedrich (1943–2024).
Nach dem Besuch des Frankfurter Goethe-Gymnasiums und dem Wehrdienst im Ersten Weltkrieg begann Albert von Metzler 1919 seine Ausbildung im Bankhaus Metzler, die er ab Oktober 1920 beim Bankhaus Münchmeyer & Co. in Hamburg, ab Mai 1922 beim Bankhaus Hardy & Co. in Berlin fortsetzte. Im Juli 1923 wurde er Teilhaber des Bankhauses Metzler. Er war persönlich haftender Gesellschafter bis zu seinem Ausscheiden 1977.
Die Jahre 1939–1950 verbrachte Albert von Metzler in Krieg und Gefangenschaft. Ab 1940 gehörte er zum Stab von General Alexander von Falkenhausen in Brüssel. Dort lernte er seine spätere Frau Elisabeth Kunze kennen, die Sekretärin der Generäle Falkenhausen und Olbricht war. 1944 wurde er an die Ostfront versetzt und geriet 1945 in sowjetische Kriegsgefangenschaft. Nach seiner Rückkehr 1950 baute er das Bankhaus Metzler zusammen mit seinem Vetter Gustav von Metzler (1908–1984) wieder auf, dessen Geschäft in den Jahren zuvor stark zurückgegangen war. Um 1960 war diese Konsolidierungsphase weitgehend abgeschlossen, und das Bankhaus konnte seine Geschäftsaktivitäten wieder erweitern.
1956 war Albert von Metzler als Vertreter einer von zwölf Banken an der Gründung der Deutschen Gesellschaft für Wertpapiersparen mbH (DWS) beteiligt.
Albert von Metzler war von 1961 bis 1967 Präsident der Frankfurter Wertpapierbörse und Vorsitzender der Arbeitsgemeinschaft deutscher Wertpapierbörsen. In seiner Amtszeit setzte er sich für die Stücknotierung von Aktien ein, die 1967 eingeführt wurde.

## Ehrenämter
Albert von Metzler engagierte sich in seiner Heimatstadt Frankfurt am Main für soziale und kulturelle Einrichtungen. Seit 1937 war er Mitglied des Verwaltungsrates des Freien Deutschen Hochstifts, von 1959 bis 1968 erster Vorsitzender. In der Senckenbergischen Stiftung wirkte er in den 1950er-Jahren mit am Wiederaufbau und der Erweiterung des Frankfurter Bürgerhospitals, zu dessen Vorstand er 1955 bis 1960 gehörte. Als Vorstandsmitglied des Städelschen Museums-Vereins arbeitete Albert von Metzler mit am Wiederaufbau des Museums. Von 1960 bis 1975 war er Mitglied der Administration des Städelschen Kunstinstituts.

## Aufsichtsratsmandate
- Allianz Versicherung (1923–1964)
- Frankfurter Hypothekenbank (1936–1973)
- Philipp Holzmann (1938–1974)
- Portland Zementwerke (1938–1957)
- Andreae-Noris Zahn (1951–1977)
- DWS (1956–1969)
- Berliner Handels-Gesellschaft (1960–1970)
- BHF-Bank, Verwaltungsrat (1970–1975)

## Auszeichnungen
1969 erhielt Albert von Metzler die Ehrenplakette der Stadt Frankfurt am Main.

## Albert-von-Metzler-Stiftung
Albert von Metzlers Sohn Friedrich gründete 1998 zum Gedenken an seinen Vater die gemeinnützige Albert-von-Metzler-Stiftung. Sie fusionierte 2005 mit der Stiftung von Albert von Metzlers Tochter Barbara zur Albert und Barbara von Metzler-Stiftung, kurz Metzler-Stiftung. Die Stiftung fördert vor allem Kinder und Jugendliche und unterstützt unter anderem Projekte im Erziehungs-, Bildungs- und Gesundheitswesen.